# Asbolos
Asbolos (altgriechisch Ἄσβολος Ásbolos, deutsch ‚Ruß‘, latinisiert und deutsch auch Ásbolus) ist ein Kentaur der griechischen Mythologie, möglicherweise identisch mit den ovidschen Astylos.
Bei Hesiod und Ovid ist er einer der Kentauren, die bei der Hochzeit des Peirithoos mit den Lapithen kämpfen (Kentauromachie). Der Beiname Vogelschauer (οἰωνιστής oiōnistḗs bzw. augur) deutet auf seherische Fähigkeiten hin.
Nach Flavius Philostratos wurde er nach dem Kampf von Herakles gekreuzigt. Auf das Kreuz schrieb dieser das Epigramm:
Ich, Asbolos, weder fürchtend Strafe von Göttern noch von Menschen,

bin, hängend an einer harzigen Fichte mit spitzigen Nadeln,

geweiht als ein reichliches Mahl beinahe ewig lebenden Raben.

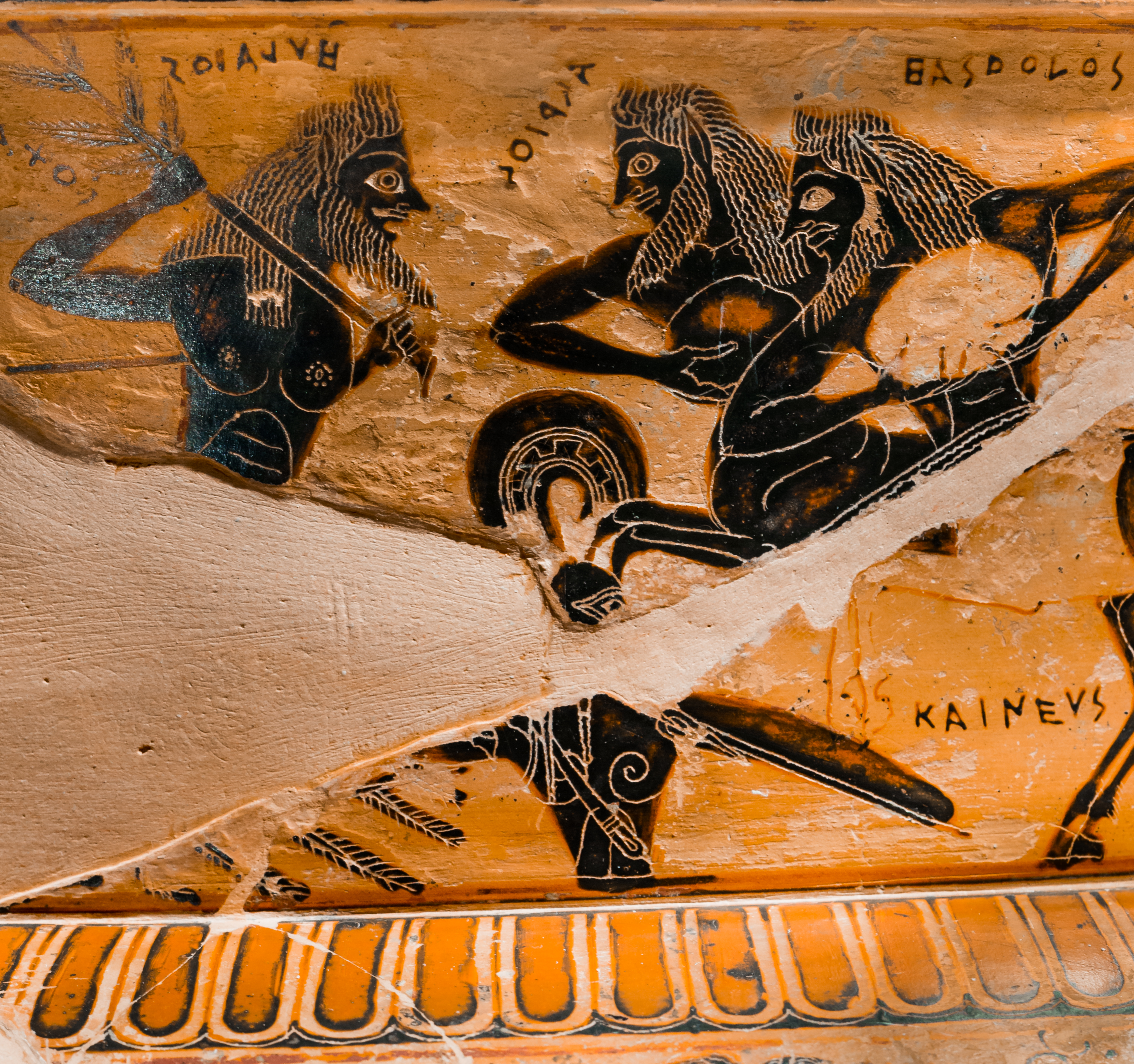
Françoisvase, 6. Jh. v. Chr.: Name oben rechts mit aspiriertem A, (H)ASBOLOS, kämpft mit Felsbrocken.

In antiken bildlichen Darstellungen von Kentaurenkämpfen ist er inschriftlich als Hasbolos auf dem attisch-schwarzfigurigen Klitiaskrater (ca. 570/60 v. Chr., siehe Bild) und einem attisch-schwarzfigurigen Kantharos in der Antikensammlung Berlin (Inv.-Nr. F1737; ca. Mitte des 6. Jh. v. Chr.) bezeugt,